# Hals-Nasen-Ohren-Heilkunde

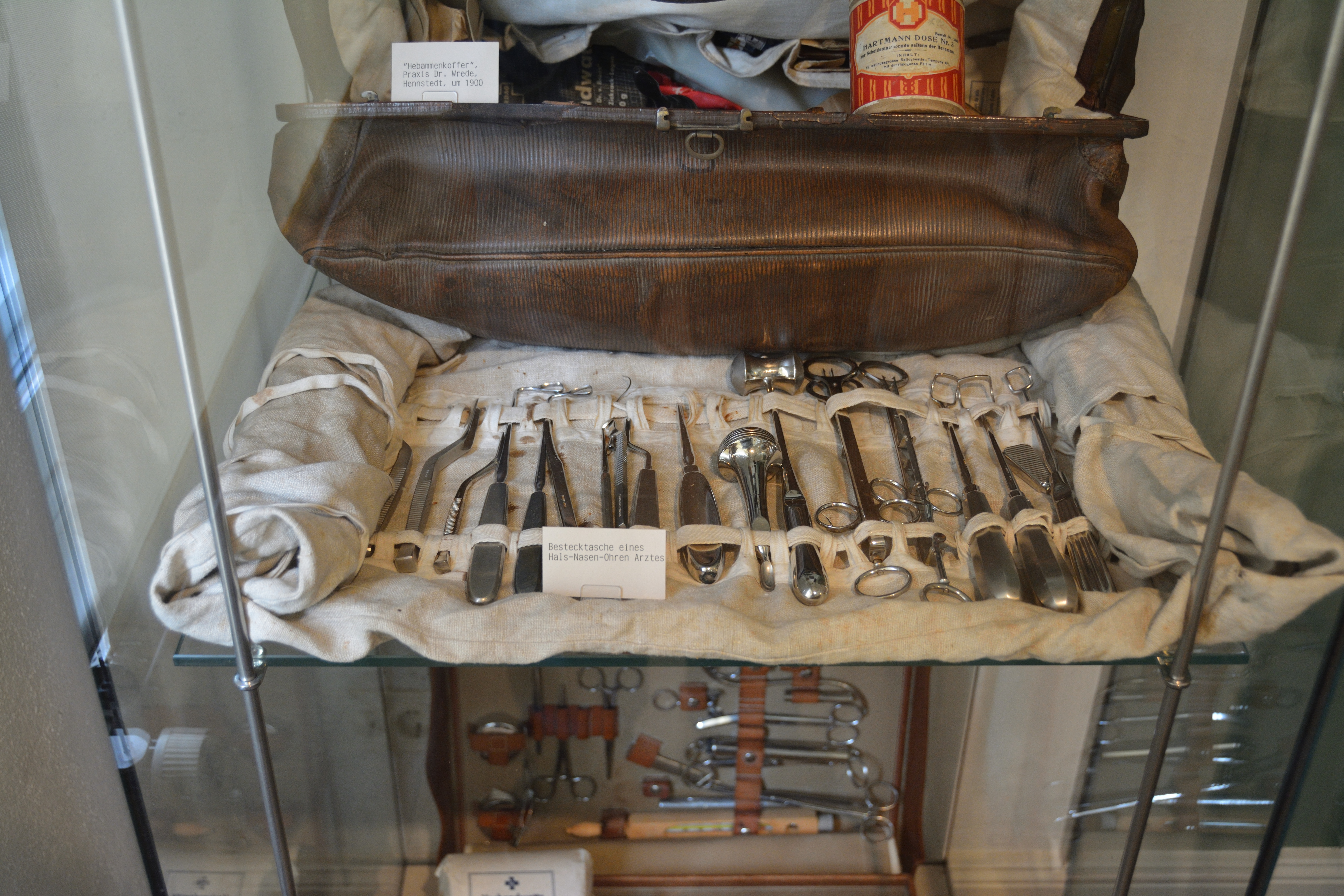
Historische Bestecktasche eines HNO-Arztes im Dithmarscher Landesmuseum

Die Hals-Nasen-Ohren-Heilkunde (kurz HNO) oder Ohren-, Nasen- und Kehlkopfheilkunde bzw. Oto-Rhino-Laryngologie (von altgriechisch οὖς oús [Gen. ὠτός ōtós] „Ohr“, ῥίς [Gen. ῥινός rhinós] „Nase“, λάρυγξ lárynx [Gen. λάρυγγος láryngos] „Kehle“ und -logie) ist ein Teilgebiet der Medizin, das sich mit Erkrankungen, Verletzungen, Verletzungsfolgen, Fehlbildungen und Funktionsstörungen der Ohren, der oberen Luftwege, der Mundhöhle, des Rachens, des Kehlkopfes, der unteren Luftwege und der Speiseröhre befasst; im weiteren Sinne mit den oben genannten Problemen im gesamten Kopf- und Halsbereich.

## Aufgaben

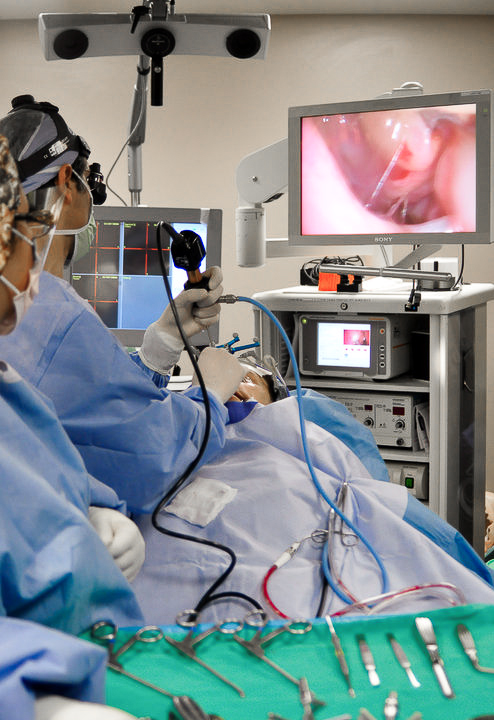
Hals-Nasen-Ohren-Heilkunde

Im Englischen wird statt HNO das Kürzel ENT (für Ears, Nose and Throat) verwendet, international auch ORL (für Oto-Rhino-Laryngologie).
In der Präambel der Muster-Weiterbildungsordnung (Muster-WBO) der Bundesärztekammer i. d. F. von 2018 (relevant sind die WBO der jeweiligen Landesärztekammern) zum Gebiet Hals-Nasen-Ohrenheilkunde steht:

„Das Gebiet Hals-Nasen-Ohrenheilkunde umfasst die Gesundheitsberatung, Vorbeugung, Erkennung, konservative und operative Behandlung, Nachsorge und Rehabilitation von Erkrankungen, Verletzungen, Fehlbildungen, Formveränderungen und Tumoren des Ohres, der Nase, der Nasennebenhöhlen, der Orbita, der vorderen und seitlichen Schädelbasis, der Mundhöhle einschließlich der Lippe, des Pharynx und Larynx, der Trachea, des proximalen Ösophagus, der Kopfspeicheldrüsen sowie der Weichteile mit Lymphsystem von Kopf, Gesicht und Hals und von Funktionsstörungen der in diesem Bereich gelegenen Sinnesorgane und den ihnen zugeordneten Hirnnerven sowie von Schluck-, Stimm-, Sprach-, Sprech- und Hörstörungen.“

Überschneidungen der Tätigkeit des Facharztes für HNO und dessen Teilgebiete Laryngologie, Rhinologie und Otologie, ergeben sich mit den medizinischen Fachgebieten Phoniatrie, Pädaudiologie, Kinderheilkunde, Kinderchirurgie, Neurologie, Orthopädie, Mund-Kiefer-Gesichtschirurgie, Oralchirurgie, Dermatologie und Allergologie und Innere Medizin Schwerpunktkompetenz Pneumologie.
Zum anatomischen Block Ohren gehören: Ohrmuschel und Ohrläppchen, Gehörgang, Mittelohr, Innenohr sowie zentrale Hörbahnen und Hörzentren. Die oberen Luftwege bestehen aus: Äußerer Nase, Nasenhaupthöhlen, Nasennebenhöhlen, Nasenrachenraum, Rachenmandel und Rachen. Die unteren Luftwege bestehen aus Kehlkopf und Luftröhre. Zur Mundhöhle zählen Mundschleimhaut, Zunge, Gaumenmandeln sowie alle Speicheldrüsenausgänge im engeren Sinne und die Speicheldrüsen im weiteren Sinne. Der Rachen geht in den Speiseröhreneingang und den Eingang zum Kehlkopf über, anatomisch handelt es sich um Oropharynx und Hypopharynx.
Für die Hals-Nasen-Ohren-Heilkunde bedeutende technische Fortschritte waren beispielsweise gegen Ende des 19. Jahrhunderts 1884 die Einführung des Kokains in die Laryngologie durch Edmund Jelinek (1852–1928), 1895 die direkte Laryngoskopie durch Alfred Kirstein und 1897 die Einführung der direkten Bronchoskopie durch Gustav Killian. Im operativen Bereich treten mikrochirurgische Operationsverfahren immer mehr in den Vordergrund, insbesondere im Bereich der Mittel- und Innenohrchirurgie, der Nasen- und Nasennebenhöhlenchirurgie mittels Endoskopie und der Kehlkopfchirurgie. Diese Operationen werden jedoch nicht nur im Sinne der anatomischen Wiederherstellung, sondern auch im Sinne der Funktionserhaltung, Funktionsverbesserung und der posttraumatischen Funktionswiederherstellung durchgeführt. Plastisch chirurgische Eingriffe im Gesichtsbereich, bei Ohrmuschelfehlstellungen und Deformitäten der äußeren Nase (hier insbesondere des knöchernen Nasengerüstes) gehören heute in der HNO-Heilkunde zu den etablierten Behandlungsmethoden, ebenso wie große Bereiche der Tumorchirurgie des Halses und der Mundhöhle.
Die endoskopische Entfernung verschluckter oder inhalierter Fremdkörper ist eine weitere Aufgabe der HNO-Heilkunde.

## Facharztweiterbildung
Die Facharztausbildung (in Deutschland Weiterbildung genannt) und die folgende Anerkennung als Facharzt für Hals-Nasen-Ohren-Heilkunde sind länderspezifisch durch Weiterbildungsordnungen der Landesärztekammern geregelt. Dabei dienen die organisatorischen und inhaltlichen Empfehlungen der Muster-Weiterbildungsordnung der Bundesärztekammer als Grundlage. Sie werden größtenteils aber nicht in jedem Detail berücksichtigt.

### Facharzt/Fachärztin für Hals-Nasen-Ohrenheilkunde
Nach der Muster-Weiterbildungsordnung 2018 (MWBO) umfasst das Gebiet Hals-Nasen-Ohren-Heilkunde die Gesundheitsberatung, Vorbeugung, Erkennung, konservative und operative Behandlung, Nachsorge und Rehabilitation von Erkrankungen, Verletzungen, Fehlbildungen, Formveränderungen und Tumoren des Ohres, der Nase, der Nasennebenhöhlen, der Orbita, der vorderen und seitlichen Schädelbasis, der Mundhöhle einschließlich der Lippe, des Pharynx und Larynx, der Trachea, des proximalen Ösophagus, der Kopfspeicheldrüsen sowie der Weichteile mit Lymphsystem von Kopf, Gesicht und Hals und von Funktionsstörungen der in diesem Bereich gelegenen Sinnesorgane und den ihnen zugeordneten Hirnnerven sowie von Schluck-, Stimm-, Sprach-, Sprech- und Hörstörungen.
Um in Deutschland als Facharzt für Hals-Nasen-Ohren-Heilkunde tätig werden zu können, muss nach dem Abschluss eines Medizinstudiums und erteilter
Approbation als Arzt eine mindestens fünfjährige Weiterbildung im Gebiet Hals-Nasen-Ohren-Heilkunde mit Erfolg absolviert worden sein. Die Berechtigung zur Führung einer Facharzt-, Schwerpunkt- oder Zusatzbezeichnung wird nach einer mündlichen Prüfung von der zuständigen Landesärztekammer erteilt.

## Leitlinien der Hals-Nasen-Ohren-Heilkunde
Unter Federführung der Arbeitsgemeinschaft der Wissenschaftlichen Medizinischen Fachgesellschaften (AWMF) haben die medizinischen Fachgesellsch, wie auch HNO, durch Aufstellen von Leitlinien den Empfehlungen des Sachverständigenrats für die Konzertierte Aktion im Gesundheitswesen (Sondergutachten 1995) Rechnung getragen.
Leitlinien sollen den zum Zeitpunkt ihrer Veröffentlichung gültigen Stand des medizinischen Wissens wiedergeben. Sie bedürfen einer kontinuierlichen Anpassung an die Entwicklung des medizinischen Fortschritts.

## Standesorganisationen
Bei der Deutschen Gesellschaft für Hals-Nasen-Ohren-Heilkunde, Kopf- und Hals-Chirurgie handelt es sich bei den federführenden Mitgliedern um den Zusammenschluss vorwiegend wissenschaftlich tätiger HNO-Ärzte, vielfach Ordinarien deutscher Hochschulen. Mitglied kann jeder HNO-Arzt werden, der Bürgen aus dem wissenschaftlichen Bereich benennen kann. Als vorwiegende Aufgabe der Gesellschaft darf die Erhaltung eines hohen wissenschaftlichen Standards der HNO-Heilkunde angesehen werden.
Dem Vorstand gehört auch ein Mitglied des Deutschen Berufsverbandes der Hals-Nasen-Ohrenärzte e. V. an. Dabei handelt es sich um den Zusammenschluss vorwiegend praktisch tätiger HNO-Ärzte, vielfach Kassenärzte. Mitglied kann jeder HNO-Arzt werden, er sollte möglichst eine Praxis betreiben. Als vorwiegende Aufgaben des Berufsverbandes dürfen die Erhaltung der freiberuflichen Tätigkeit der HNO-Ärzte angesehen werden und die Wahrnehmung von Rechten gegenüber der gesetzlichen Krankenversicherung und den Kassenärztlichen Vereinigungen.

## Bekannte HNO-Ärzte (Auswahl)
- Emil Berthold (1836–1922)
- Johannes Kessel (1839–1907)
- Edmund Jelinek (1852–1928)
- Otto Seifert (1853–1933)[5]
- Gustav Killian (1860–1921)
- Arthur Schnitzler (1862–1931)
- Alfred Kirstein (1863–1922)
- Otto Kahler (1878–1946)
- Hans Czermak (1892–1975)
- Alexander Herrmann (1900–1981)
- Hans Heermann (1900–1996)
- Rosemarie Albrecht (1915–2008)
- Alfred A. Tomatis (1920–2001)
- Ulrich Koch (1941–2021)
- Wolfgang Steiner (1942–2024)
- Werner Mange (* 1949)
- Thomas Eichhorn (* 1952)
- Thomas Deitmer (* 1954)
- Joerg Hartwein (* 1955)
- Heinrich Iro (* 1956)
- Bodo Schiffmann (* 1968)